# Ayr (Marskrater)
Ayr ist ein 1991 registrierter Krater auf dem Mars mit einem Durchmesser von rund 12,74 Kilometern.
Benannt wurde der Krater nach der Stadt Ayr im Burdekin Shire im australischen Bundesstaat Queensland.